# Rote Kreuze
Rote Kreuze (russischer Originaltitel: „Krasny Krest“) ist der fünfte Roman des belarussischen Schriftstellers Sasha Filipenko aus dem Jahr 2017. Es wurde als erstes seiner Bücher von Ruth Altenhofer ins Deutsche übersetzt.

## Inhalt
Der Ich-Erzähler Alexander zieht mit seiner Tochter von Jekaterinburg nach Minsk. Dort trifft er auf die 91-jährige Tatjana Alexejewna, seine an Alzheimer erkrankte neue Nachbarin. Nach anfänglichen Differenzen entwickelt sich zwischen den beiden ein enges Verhältnis, sie vertrauen einander ihre Lebensgeschichte an.
So erfährt Alexander, dass Tatjana ab 1930 in der ehemaligen Sowjetunion als Sekretärin im Volkskommissariat für Auswärtige Angelegenheiten tätig gewesen ist. In dieser Position fällt es in ihren Tätigkeitsbereich, Dokumente des Briefverkehrs zwischen ranghohen Regierungsmitgliedern der Sowjetunion und denen der westlichen Welt zu erfassen und weiterzuleiten. Durch diesen Zugang zu internen Dokumenten erhält sie eines Tages eine Liste des Internationalen Komitees vom Roten Kreuz mit den Namen sowjetischer Kriegsgefangener in Rumänien, darunter auch der Name ihres Ehemannes, der 1941 in die Rote Armee eingezogen worden ist und zu dem sie seither keinen Kontakt mehr hat herstellen können. Aus Angst, ihr und ihrer Tochter könne gemäß Befehl Nr. 270 etwas zustoßen, entschließt sich Tatjana dazu, den Namen ihres Mannes durch den eines anderen Soldaten zu ersetzen.
Im Jahr 1945 wird Tatjana, bis dahin noch immer nicht mit ihrem Mann vereint, nun auch von ihrer Tochter getrennt, als sie von Mitgliedern der Tscheka verhaftet wird. Nach einigen Verhören durch sowjetische Ermittlungsbeamte, in denen sie wiederholt misshandelt worden ist, wird Tatjana in ein Filtrationslager gebracht. Nach ihrer Entlassung zehn Jahre später begibt sie sich auf die Suche nach ihrer Familie – hierbei erfährt sie jedoch, dass ihr Mann als Kriegsverräter hingerichtet worden und ihre Tochter nach ihrer Trennung in einem Kinderheim an Unterernährung gestorben ist.
Infolge dieser niederschmetternden Erkenntnis setzt sich Tatjana nur noch ein Ziel: Nachdem sie jahrelang von schweren Schuldgefühlen geplagt worden ist, weil sie in ihrer Zeit im Volkskommissariat den Namen eines anderen Soldaten verwendet und ihn so der Gefahr einer Verhaftung durch das Stalin-Regime ausgesetzt hat, will sie ebendiesen Mann nun ausfindig machen und um Vergebung bitten – sie geht nämlich davon aus, dass diesem aufgrund ihrer damaligen Entscheidung Schlimmes zugestoßen ist. Schließlich findet sie den mittlerweile betagten Mann und erfährt, dass dieser kein Opfer der stalinschen Säuberungen gewesen ist und all die Jahre unbehelligt verbracht hat. Das verschafft Tatjana immense Erleichterung und lässt sie Frieden finden.
Im Laufe ihrer Gespräche erfährt sie von ihrem Nachbarn Alexander den Grund für seinen Umzug: Nach dem Tod seiner Frau erhofft er sich in der fremden Stadt einen Neuanfang für sich und seine Tochter. Nachdem sich Tatjanas Zustand durch ihre Erkrankung zunehmend verschlechtert hat, stirbt sie schließlich. Alexander kommt ihrem letzten Willen nach und lässt einen Grabstein mit der von ihr gewünschten Inschrift versehen.

## Hintergrund
Sasha Filipenko, selbst in Minsk geboren, ist es wichtig, ein Bewusstsein für historische Missstände in der ehemaligen Sowjetunion zu schaffen und sie nicht in Vergessenheit geraten zu lassen. Für seinen Roman hat er in den Archiven des Internationalen Roten Kreuzes in Genf recherchiert und dieses Material auch in die Geschichte mit einfließen lassen. In den Briefen, die über Tatjanas Schreibtisch im Volkskommissariat für Auswärtiges wandern, thematisiert Filipenko insbesondere das Desinteresse der sowjetischen Regierung mit Stalin und seiner Auffassung an ihrer Spitze, einheimische Soldaten aus ihrer Kriegsgefangenschaft zu befreien: Kriegsgefangene seien nichts anderes als Volksverräter.
Durch die grausamen Erlebnisse seiner Protagonistin Tatjana, der durch die stalinistische Diktatur ihr Mann, ihre Tochter und ihre eigene Freiheit genommen wird, übt Filipenko Kritik an den damals vorherrschenden politischen Zuständen und ihrer einschneidenden Wirkung auf das Leben sowjetischer Bürger. Als Reaktion darauf ist der Roman in seiner Heimat nur unter Vorbehalt erhältlich: Der belarussischen Nationalbibliothek wurde nach eigenen Aussagen nahegelegt, sein Buch nicht in ihren Katalog mit aufzunehmen.

## Rezeption
„[...] Zum anderen gibt das Buch aufgrund seiner Konstruktion auch Anlass zur Hoffnung: Es rekonstruiert nicht etwa chronologisch Tatjanas Geschichte. Vielmehr erzählt die leidgeprüfte Tatjana ihre Geschichte einem Gegenüber, einem jungen Mann mit Namen Alexander.
Dieser hat seinerseits ein schweres Los zu tragen. Zwischen Tatjana und Alexander entwickelt sich über die Generationen hinweg ein zunehmend empathischer Dialog – und damit eine heilsame zwischenmenschliche Verbundenheit.“
„Geschickt verknüpft der Autor die fiktive Geschichte mit den Originaldokumenten und transportiert das Geschehen in die Gegenwart.“
„Sasha Filipenkos „Rote Kreuze“ ist ein Roman, der mit immer größer werdenden [sic] Tempo mitreißt. Hier und da hinkt es an ein paar Stellen, gerade Alexanders Geschichte wirkte beispielsweise auf mich zwecks der Emotionalität dann doch etwas zusammengebastelt. Ein spannender Titel, der als Start für Filipenkos Veröffentlichungen auf Deutsch sehr gut tragen sollte!“
„Ein wichtiges, notwendiges Buch. Sowohl für Russland, das unter historischer Amnesie leidet, als auch für Europa, das ebenfalls Gefahr läuft, das historische Gedächtnis zu verlieren.“
„Was man aus diesem Roman über die Stalinzeit erfährt, erweist sich als ein weiterer Beleg der unmenschlichen Härte, die in Zeiten des roten Terrors alltäglich war. Auch für Tatjana war das Leiden nach dem Ende des Krieges nicht vorüber. Die von Flilipenko verwendeten Dokumente verleihen der Geschichte Gewicht.
Wie es ihm gelingt, auf der Grundlage dieser Materialien das Handlungsgeschehen zu entwickeln, macht seinen Roman lesenswert. Allerdings traut er seiner Geschichte zu wenig. Allzu oft meint er, dass man die eigentlich für sich stehende Handlung mit kräftigen, von der Gefühlspalette genommenen Farben, noch intensiver ausmalen müsse. Weniger wäre mehr gewesen.“

## Deutsche Ausgabe
- Sasha Filipenko: Rote Kreuze. Aus dem Russischen von Ruth Altenhofer. Diogenes Verlag, Zürich 2020, ISBN 978-3-257-24613-1.